# Mallikarjun Mansur
Mallikarjun Bheemarayappa Mansur (* 31. Dezember 1910 in Mansur/Distrikt Dharwad; gest. 12. September 1992) war ein indischer klassischer Sänger.

## Leben
Mansur spielte als Kind kleine Rollen in der Theatergruppe seines älteren Bruders. Später trat er als Sänger und Schauspieler einer anderen Theatergruppe auf, wo ihn der Sänger Appaya Swamy entdeckte. Als dessen Schüler wurde er in die Karnatische Musik eingeführt. Später unterrichtete ihn Nilkanth Bua Alurmath, ein Vertreter der Gwalior-Gharana, in klassischer hindustanischer Musik. Nilkanth stellte ihn Ende der 1920er Jahre Alladiya Khan, dem Patriarchen der Jaipur-Atrauli Gharana vor, der seinen Unterricht seinem Sohn Manji Khan anvertraute. Nach Manji Khans Tod wurde Mansur Schüler von dessen jüngerem Bruder Bhurji Khan unterrichtet.
In seiner mehr als sechzig Jahren währenden Laufbahn gab Mansur Konzerte in ganz Indien, trat bei Festivals wie dem Harballabh Sangeet Sammelan und bei den verschiedenen Stationen von All India Radio (AIR) auf. Berühmt war er für seine Improvisationskunst und Beherrschung seltener Ragas. Von 1960 bis 1969 war er musikalischer Berater der Station Neu-Delhi von AIR. Er etablierte das Musikstudium an der Karnatak University und leitete dort von 1978 bis 1982 die Fakultät der Schönen Künste. 1962 und 1964 erhielt Mansur den Sangeet Natak Akademi Award. 1970 erhielt er den Padma Shri, 1975 den Padma Bhushan. Die Karnatak University verlieh ihm 1975 einen Ehrendoktortitel. 1981 wurde er Fellow der Sangeet Natak Akademi. 1984 wurde er in den Gesetzgebenden Rat (Vidhan Parishad) von Karnataka gewählt. Einer seiner Schüler war sein Sohn Rajshekhar Mansur.